# Freileitungsmastprüfanlage (Mannheim)

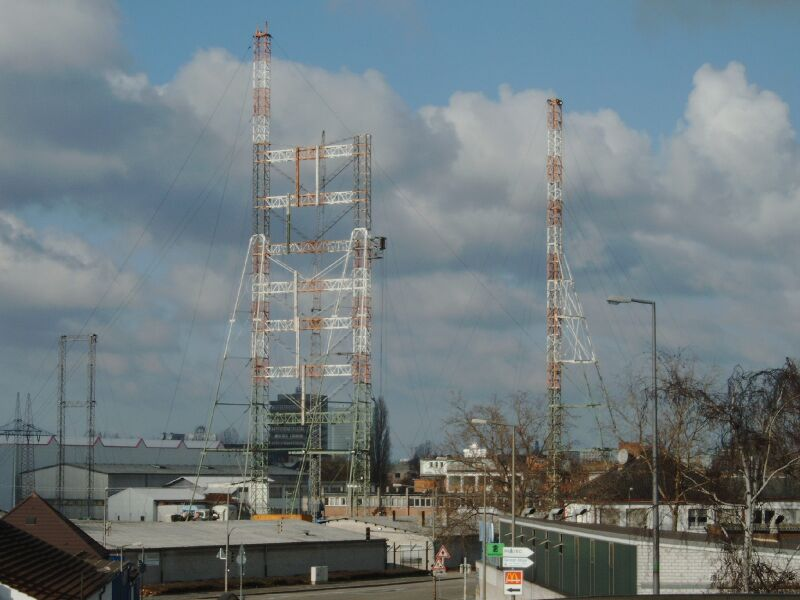
Blick von Osten aus

Die Freileitungsmastprüfanlage Mannheim war eine von ABB in Mannheim betriebene Anlage zur Prüfung der statischen Eigenschaften von Freileitungsmasten.
Die seit 1959 bestehende Anlage konnte zur Prüfung von Freileitungsmasten bis zu einem Eckstielabstand von 18 × 18 Metern verwendet werden. Freileitungsmasten mit Eckstielabständen von bis zu 12 × 12 Metern konnten mit einem Drehmoment von bis zu 40 MNm und mit Eckstielabständen von bis zu 18 × 18 Metern mit einem Zugmoment von bis zu 125 MNm geprüft werden. Die beiden Prüfgestelle der Freileitungsmastprüfanlage Mannheim waren 65 Meter hoch und mit 16 Seilwinden ausgestattet.
Die Anlage war eine von nur wenigen auf der Welt und die einzige in Deutschland. Auf ihr wurden zum Beispiel auch Konstruktionen der Wuppertaler Schwebebahn und Flutlichtmasten des Münchner Flughafens getestet.
2004 wurde die Anlage stillgelegt, 2006 die Prüfgestelle abgebaut und die Fläche in ein Gewerbegebiet integriert.